# Turnhout
Turnhout és una ciutat belga de la província d'Anvers a la regió de Flandes. Limita al nord-oest amb Baarle-Hertog i Merksplas, al nord amb Baarle-Nassau, al nord-est amb Ravels, a l'oest amb Beerse i Vosselaar, a l'est amb Oud-Turnhout i al sud amb Kasterlee. Sovint s'anomena capital dels Kempen.
És regat per l'Aa i el canal Antwerpen-Turnhout.

## Evolució de la població

### Seglexix
| Població | 10.198 | 10.495 | 12.493 | 14.396 | 14.979 | 13.590 | 15.743 | 16.670 | 18.747 |  |  |  |  |  |  |  |  |  |  |

### Segle XX (fins a 1976)
| Any      | 1900   | 1910   | 1920   | 1930   | 1947   | 1961   | 1970   | 1976   |  |
| -------- | ------ | ------ | ------ | ------ | ------ | ------ | ------ | ------ |  |
| Població | 20.887 | 23.742 | 24.202 | 26.657 | 32.135 | 36.444 | 38.007 | 37.958 |  |
|          |        |        |        |        |        |        |        |        |  |

### 1977 ençà
| Any       | 1977   | 1980   | 1985   | 1990   | 1995   | 2000   | 2004   | 2005   | 2006   | 2007   | 2008   |
| --------- | ------ | ------ | ------ | ------ | ------ | ------ | ------ | ------ | ------ | ------ | ------ |
| Població  | 37.958 | 37.652 | 37.438 | 37.669 | 38.516 | 38.596 | 39.455 | 39.561 | 39.791 | 39.863 | 40.070 |
| Font: NIS |        |        |        |        |        |        |        |        |        |        |        |

## Llista de burgmestres
- 1830 - 1844: Joseph Van Lieshout
- 1844 - 1865: Joseph Dierckx
- 1866 - 1889: J. Hoefnagels
- 1889 - 1895: Petrus Dierckx
- 1895 - 1918: Victor Van Hal
- 1919 - 1932: François du Four
- 1932 - 1946: A. Van Hoeck
- 1946 - 1970: H. Bauweraerts
- 1970 - 1976: A. Boone
- 1976 - 1995: Richard Proost
- 1995 - 2008: Marcel Hendrickx
- 2008 - 2013: Francis Stijnen
- 2013-… : Eric Vos

## Fills il·lustres
- Cornelius Verdonck (1564-165) madrigalista i polifonista.

## Agermanament
- Hammelburg
- Gödöllő
- Hanzhong
- Vinatori

## Galeria d'imatges

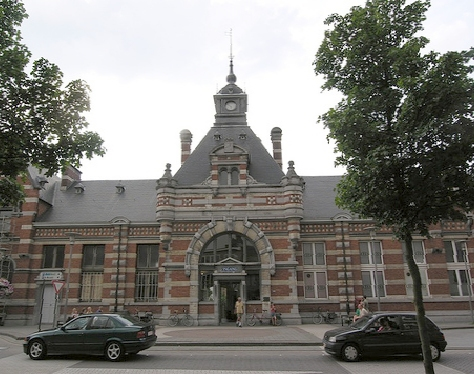
Estació de Turnhout
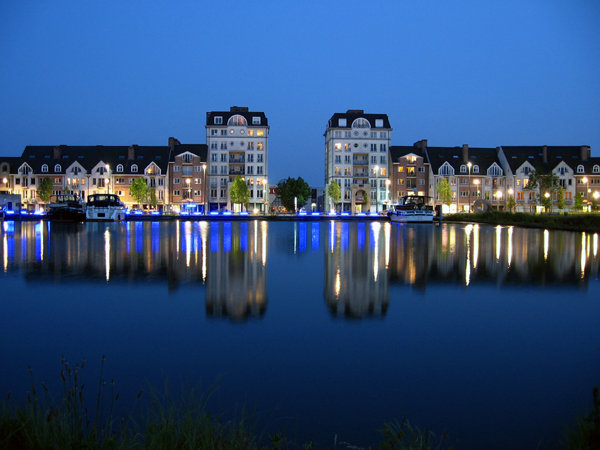
Ciutat nova
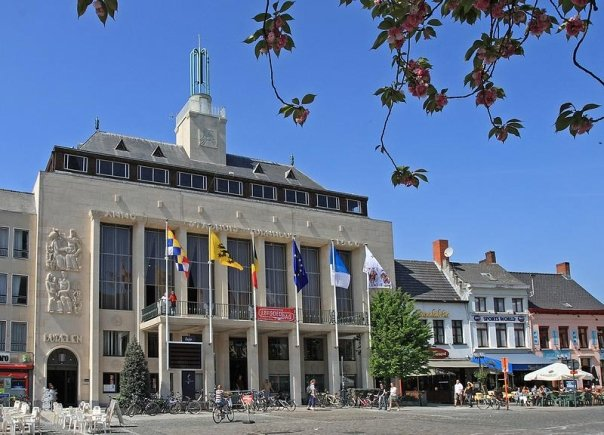
Ajuntament